# Amrapalia rutilicrus
Amrapalia rutilicrus là một loài tò vò trong họ Ichneumonidae.